# Saison 2 de Face Off
Vous venez d’apposer le modèle de débat d'admissibilité.
Avant toute chose, veuillez créer la page de débat correspondante en cliquant ici.
- Une fois la page de vote initialisée, rafraîchissez cette page, et le bandeau prendra son aspect définitif.
- Si votre débat d'admissibilité est groupé (le motif et l’argumentation doivent être les mêmes), modifiez cette page pour ajouter au modèle le paramètre « cat » suivi du nom de la page de discussion de l’article pour lequel la page de débat existe déjà (ex. : cat=Discussion:Nom_de_l'autre_article). Ensuite, suivez les nouvelles instructions qui apparaissent.
- Vous pouvez également utiliser le paramètre « type » pour faciliter l’accès aux critères d’admissibilité. Exemple : {{suppression|type=mot-clé}}. Liste des mots-clés existants : fiction, musique, art visuel, fanzine, jeu de société, porno, sportif, association, enseignement, société, site web, route, nombre, (Liste complète ici).

| 1. | Créez la page de débat d'admissibilité.                                                                      | Sauvegardez d’abord la page pour l’initialiser puis indiquez votre motivation.              |
| 2. | Important : ajoutez une entrée dans la section Débat d'admissibilité du jour.                                | Utilisez ce texte : *{{L\|Saison 2 de Face Off}}                                            |
| 3. | Pensez à informer les contributeurs principaux de la page et les projets associés lorsque cela est possible. | Utilisez ce texte : {{subst:Avertissement débat d'admissibilité\|Saison 2 de Face Off}}~~~~ |

Vous pouvez aider à l'améliorer ou bien discuter des problèmes sur sa page de discussion.
- Il n'est pas vérifiable et peut contenir des informations totalement erronées. Il est fortement conseillé aux contributeurs d'étayer son contenu par des sources fiables. Sans cela, sa suppression pourrait être envisagée. (si vous venez d'apposer le bandeau, veuillez cliquer sur ce lien pour créer la discussion et en afficher les indications). (Marqué depuis août 2024)
- Il peut contenir un travail inédit ou des déclarations non vérifiées. Vous pouvez l’améliorer en ajoutant des références. (Marqué depuis août 2024)

- Archive Wikiwix
- Bing
- Cairn
- DuckDuckGo
- E. Universalis
- Gallica
- Google
- G. Books
- G. News
- G. Scholar
- Persée
- Qwant
- (zh) Baidu
- (ru) Yandex
- (wd) trouver des œuvres sur Wikidata

Vous pouvez aider à l'améliorer ou bien discuter des problèmes sur sa page de discussion.
- Il ne cite pas suffisamment ses sources. Vous pouvez indiquer les passages à sourcer avec {{référence nécessaire}} ou {{Référence souhaitée}}, et inclure les références utiles en les liant aux notes de bas de page. (Marqué depuis août 2024)
- Certaines de ses couleurs nuisent à son accessibilité et ne respectent pas la charte graphique. Les couleurs ne sont pas interdites, mais il est conseillé d'en faire un usage modéré qui respecte les normes d'accessibilité. (Marqué depuis août 2024)
- Son texte doit être wikifié : il ne correspond pas à la mise en forme Wikipédia (style, typographie, liens internes, liens entre les wikis, etc.). (Marqué depuis août 2024)

- Archive Wikiwix
- Bing
- Cairn
- DuckDuckGo
- E. Universalis
- Gallica
- Google
- G. Books
- G. News
- G. Scholar
- Persée
- Qwant
- (zh) Baidu
- (ru) Yandex
- (wd) trouver des œuvres sur Wikidata

La deuxième saison de Face Off a été diffusée sur Syfy du 11 janvier 2012 au 14 mars 2012 et a une nouvelle fois été présentée par McKenzie Westmore (en). Durant cette saison, 14 candidats ont été sélectionnés (soit deux de plus que la saison précédente).
Cette édition a été remportée par Rayce Bird. Les juges étaient Ve Neill, Glenn Hetrick et Patrick Tatopoulos.

## Candidats de la saison
- Rayce Bird, 29 ans
- Ian Cromer, 22 ans
- Robert J. "RJ" Haddy II, 35 ans
- Heather Henry, 33 ans
- Nicholas "Nix" Herrera, 31 ans
- Beki Ingram, 30 ans
- Miranda Jory, 21 ans
- Brea Joseph, 32 ans
- Tara Lang, 27 ans
- Greg Lightner, 35 ans
- Sue Lee, 26 ans
- Jerry Macaluso, 43 ans
- Matthew "Matt" Valentine, 33 ans
- Athena Zhe, 25 ans

## Suivi des candidats
| Candidat | 1        | 2       | 3        | 4        | 5        | 6        | 7        | 8        | 9        | 10        |
| -------- | -------- | ------- | -------- | -------- | -------- | -------- | -------- | -------- | -------- | --------- |
| Rayce    |          |         |          |          |          | ‡        |          | GAGNANT  | GAGNANT  | VAINQUEUR |
| Ian      |          |         |          | GAGNANT  |          |          | GAGNANT  |          |          | FINALISTE |
| RJ       |          |         |          |          | GAGNANT  |          |          |          |          | FINALISTE |
| Sue      |          |         |          |          |          | GAGNANTE |          |          | ÉLIMINÉE |           |
| Matt     |          | GAGNANT | GAGNANT  |          |          |          |          |          | ÉLIMINÉ  |           |
| Beki     |          |         | ‡        |          | ‡        |          |          | ÉLIMINÉE |          |           |
| Jerry    | ‡        |         |          |          |          |          | ÉLIMINÉ  |          |          |           |
| Tara     |          |         |          |          |          |          | ÉLIMINÉE |          |          |           |
| Heather  |          |         |          |          |          | ÉLIMINÉE |          |          |          |           |
| Athena   |          |         |          |          | ÉLIMINÉE |          |          |          |          |           |
| Brea     | GAGNANTE |         |          | ÉLIMINÉE |          |          |          |          |          |           |
| Miranda  |          |         | ÉLIMINÉE |          |          |          |          |          |          |           |
| Nix      |          | ÉLIMINÉ |          |          |          |          |          |          |          |           |
| Greg     | ÉLIMINÉ  |         |          |          |          |          |          |          |          |           |

 Le candidat a remporté Face Off.
 Le candidat faisait partie des finalistes.
 Le candidat a remporté le Spotlight Challenge.
 Le candidat faisait partie de l'équipe ayant remporté le Spotlight Challenge.
 Le candidat était premier de son équipe lors du Spotlight Challenge.
 Le candidat faisait partie des moins bons lors du Spotlight Challenge.
 Le candidat a été éliminé.
‡ Le candidat a remporté le Foundation Challenge.

## Épisodes
| #  | Titre français              | Titre original                   | Date de diffusion | Taux sur les 18-49 ans | Audience US (en millions) | Source |
| -- | --------------------------- | -------------------------------- | ----------------- | ---------------------- | ------------------------- | ------ |
| 1  | Titre français inconnu      | Return to Oz                     | 11 janvier 2012   | 0.9                    | 1.972                     |        |
| 2  | Titre français inconnu      | Water World                      | 18 janvier 2012   | 0.8                    | 1.808                     |        |
| 3  | Bouge ton corps             | Rock Your Body                   | 25 janvier 2012   | 0.8                    | 1.690                     |        |
| 4  | Terreurs nocturnes          | Night Terrors                    | 1er février 2012  | 0.9                    | 2.144                     |        |
| 5  | Beautés Fatales             | Dangerous Beauty                 | 8 février 2012    | 1.0                    | 2.198                     |        |
| 6  | Triple Menace               | Triple Threat                    | 15 février 2012   | 0.9                    | 2.036                     |        |
| 7  | Langage extraterrestre      | Alien Interpreters               | 22 février 2012   | 0.8                    | 1.729                     |        |
| 8  | Burtonesque                 | Burtonesque                      | 29 février 2012   | 0.9                    | 1.781                     |        |
| 9  | Dinoplastie                 | Dinoplasty                       | 7 mars 2012       | 1.0                    | 2.266                     |        |
| 10 | L' ultime épreuve spotlight | The Ultimate Spotlight Challenge | 14 mars 2012      | 1.1                    | 2.465                     |        |